# جیرجیرکان
جیرجیرک حشره‌ای است از تیره راست‌بالان رده آنسیفرا یا شمشیرک‌داران (Ensifera) خانواده جیرجیرک‌ها (‎Gryllidae‏).
راست‌بالان حشراتی هستند که در حالت استراحت بال‌ها به صورت جمع نشده و مهدی مماس با سطح پشتی بدن قرار می‌گیرد این فرم بیشتر در حشرات ابتدایی دیده می‌شود نام راست بالان بدین جهت بر آن‌ها گذاشته شده‌است. ملخها، سوسریها، جیرجیرک‌ها، و آخوندکها در این راسته قرار دارند.
معمولاً شب فعالند. قطعات دهانی جونده هستند. بال‌های جلویی باریک و بال‌های عقبی نازک و تاشده در زیر بال‌های جلویی هستند. دارای دگردیسی ناقص هستند. اغلب همه چیز خوارند یا زباله‌خوار می‌باشند و ۲۵ هزار گونه دارد. گونهٔ نر این حشرات برای جلب نظر ماده‌ها، با ایجاد اصطکاک بین بال‌های جلویی یا بال به پاها و … ایجاد صدا می‌کند.

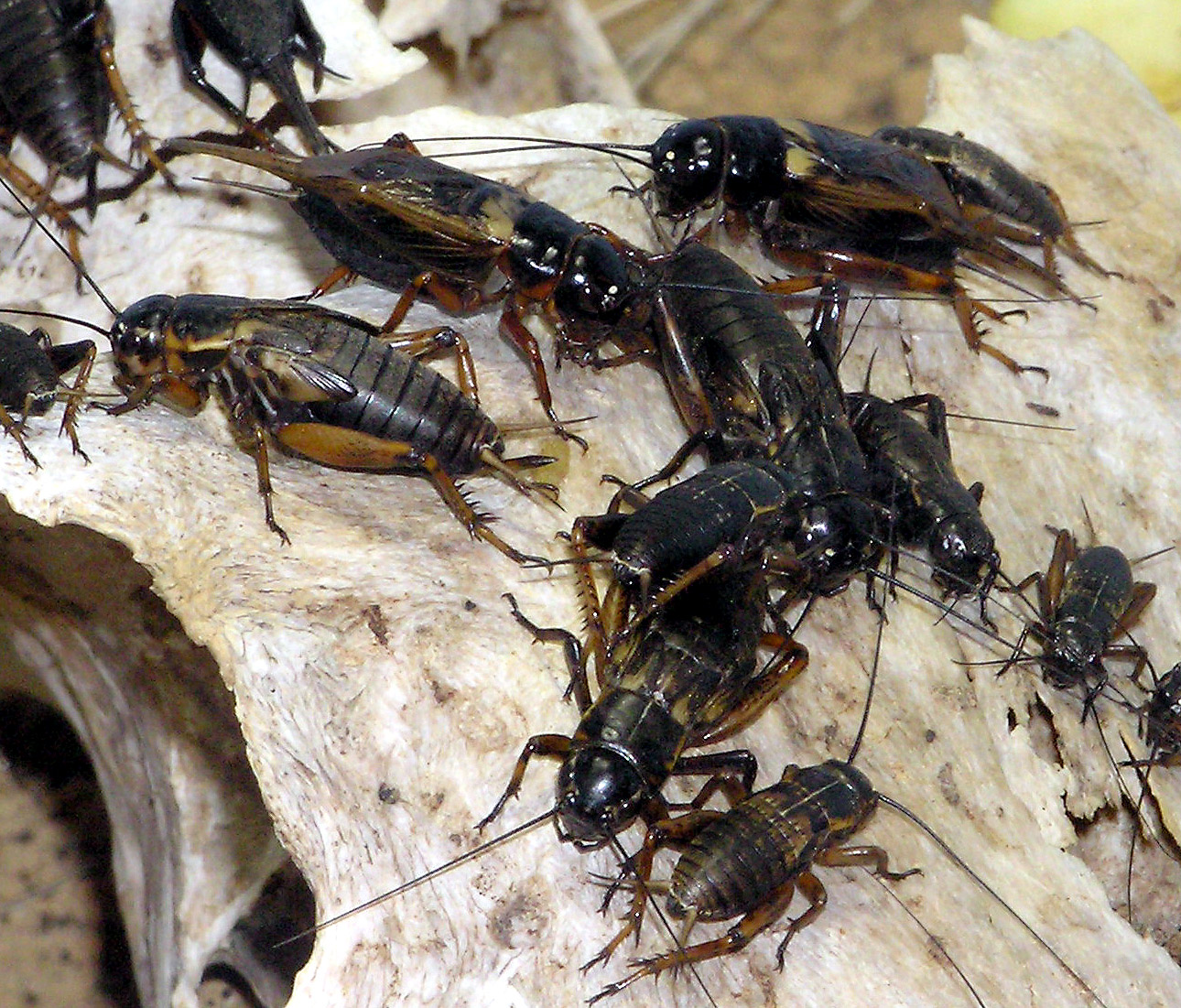
جیرجیرک آفریقایی

جیرجیرک‌ها خویشاوند ملخ‌ها هستند. آن‌ها می‌توانند به کمک پاهای عقبی بزرگشان به اندازهٔ چند برابر طول بدن خود بپرند. جیرجیرک‌ها معمولاً شب‌ها فعال‌اند. بعضی از آن‌ها مجراهایی حفر می‌کنند و تا زمانی که هوا روشن است در آن استراحت می‌کنند. بیش تر گونه‌های جیرجیرک برگ می‌خورند. اما بعضی از جیرجیرک‌های درختچه‌ای از حشره‌های دیگر تغذیه می‌کنند.
جیرجیرک‌ها مانند ملخ‌ها، آواز می‌خوانند. آن‌ها برای تولید صدا دندانه‌های شانه مانند یک بال خود را روی ناحیهٔ ضخیم بال دیگر می‌کشند. جلو بدن آن‌ها به صورت تشدیدگر عمل می‌کند و صدا بلندتر می‌شود. بعضی از جیرجیرک‌های گرمسیری به قدری بلند آواز می‌خوانند که می‌توان صدای آن‌ها را از فاصلهٔ ۱/۵ کیلومتری شنید. گوش جیرجیرک‌ها روی زانوهای جلویی آن‌ها قرار دارد.

## نگارخانه

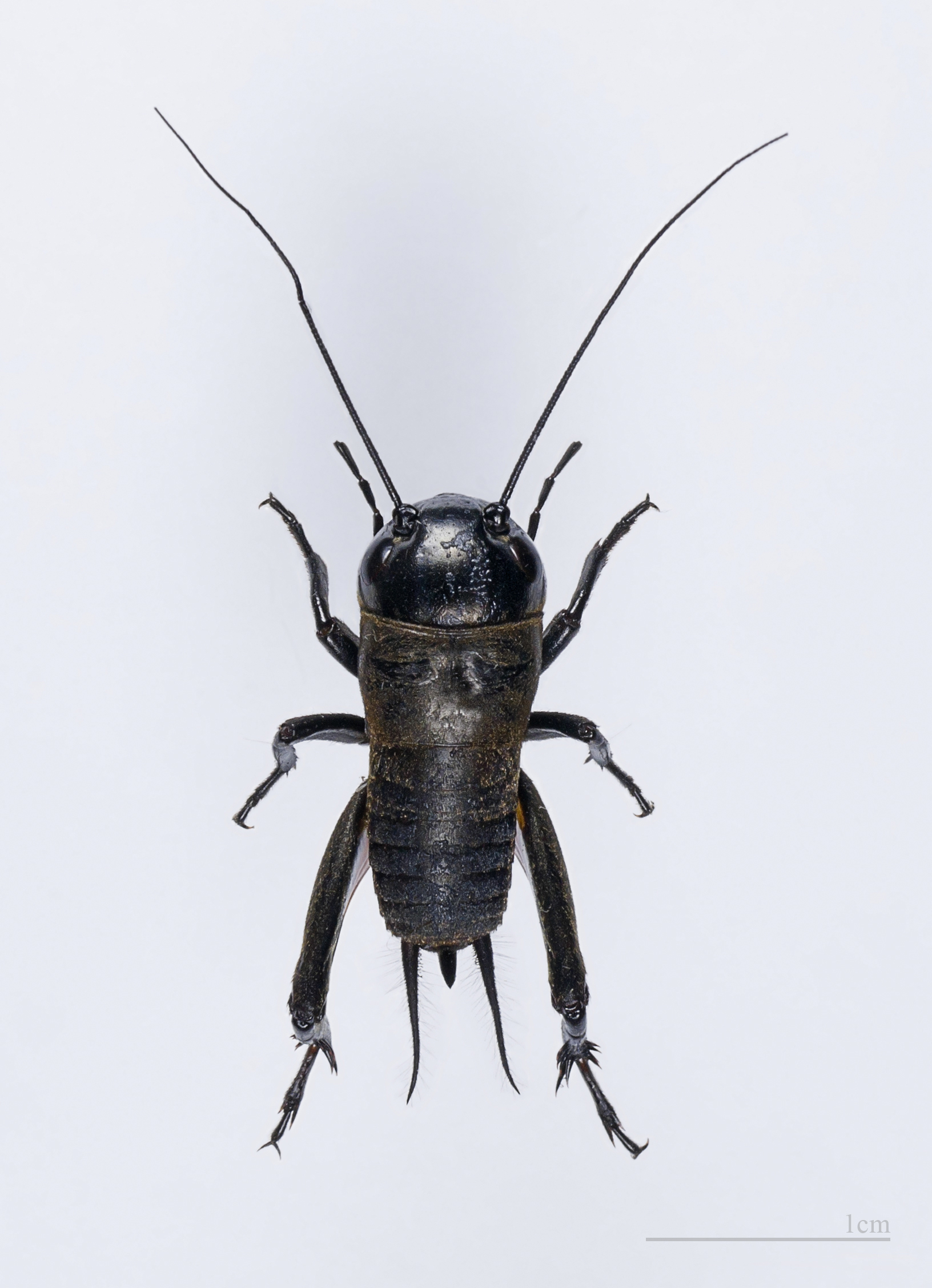
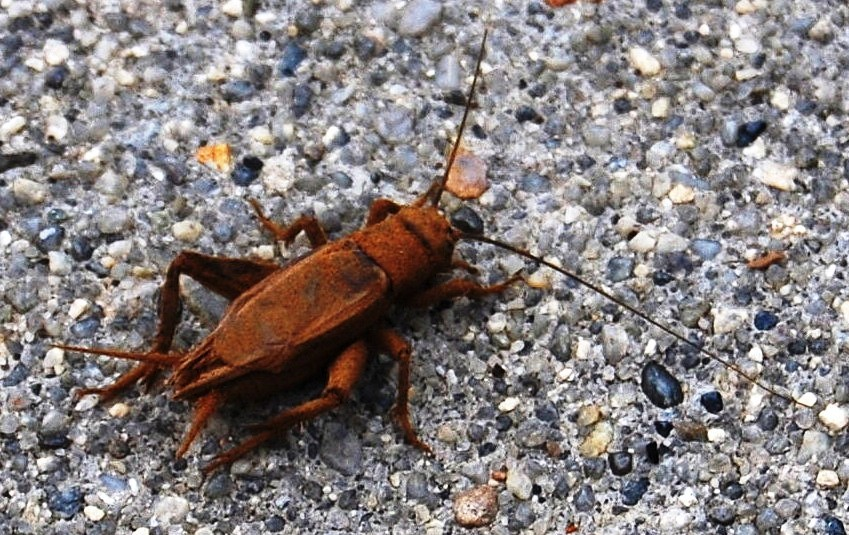